# Vulcaniella
Vulcaniella là một chi bướm đêm thuộc họ Cosmopterigidae.

## Các loài
- Vulcaniella anatolica Koster & Sinev 2003
- Vulcaniella cognatella Riedl, 1991
- Vulcaniella extremella (Wocke, 1871)
- Vulcaniella fiordalisa (Petry, 1904)
- Vulcaniella gielisi Koster & Sinev, 2003
- Vulcaniella glaseri Riedl, 1966
- Vulcaniella gnaphaliella Chrétien, 1922
- Vulcaniella grabowiella (Staudinger, 1859)
- Vulcaniella grandiferella Sinev, 1986
- Vulcaniella kabulensis J.C. Koster, 2008
- Vulcaniella karadaghella Sinev, 1986
- Vulcaniella klimeschi (Riedl, 1966)
- Vulcaniella pomposella (Zeller, 1839)
- Vulcaniella pontica Koster & Sinev 2003
- Vulcaniella rosmarinella (Walsingham, 1891)